# Ischewskoje
Ischewskoje (russisch Ижевское) ist ein Dorf im Gebiet Rjasan in Russland mit 3340 Einwohnern (Stand 14. Oktober 2010), das als Geburtsort des russischen Raumfahrtpioniers Konstantin Ziolkowski bekannt wurde.

## Geschichte
1387 war die erste Erwähnung anlässlich einer Alphabetisierungskampagne des Bischofs Oleg Iwanowitsch Feognostu.
Im 17. Jahrhundert gehörte die Ortschaft abwechselnd der Zarin Katharina I. und den Bojaren Godunow und Odojewski. 1832 schaffte der damalige Ortsbesitzer Iwan Demidow die Leibeigenschaft in Ischewskoje ab. 1849 kam der Vater Konstantin Ziolkowskis (Eduard Ignatjewitsch) als Förster nach Ischewskoje und am 17. September 1857 wurde der spätere Raumfahrtpionier Konstantin Ziolkowski geboren.

### Bevölkerungsentwicklung
| Jahr | Einwohner |
| ---- | --------- |
| 1959 | 5114      |
| 2002 | 3798      |
| 2010 | 3340      |

Anmerkung: Volkszählungsdaten

## Bemerkenswerte Bauwerke
- die 1903 gegründete Dorfbibliothek
- das 1967 eröffnete Ziolkowski-Museum